# 장 디드
장 디드(Jean d'Yd, 1880년 5월 17일 ~ 1964년 5월 14일)는 프랑스의 배우, 영화배우이다.
파리 10구에서 태어났으며 베르농에서 사망하였다.

## 영화
- 신은 인간을 필요로 한다 (1950년)
- 비련 (1943년)
- 밤의 방문객 (1942년)
- 잔 다르크의 수난 (1928년)
- 미소 짓는 마담 보데 (1922년)